# 개양중학교
개양중학교(開陽中學校)는 대한민국 경상남도 진주시 가좌동에 있는 공립 중학교이다.

## 학교 연혁
- 2008년 1월 10일 : 개양중학교 설립인가(18학급, 남녀공학)
- 2008년 2월 25일 : 교사 신축 준공
- 2008년 3월 1일 : 개양중학교 개교
- 2008년 3월 2일 : 신입생 입학식(227명)
- 2011년 2월 14일 : 제1회 졸업식(224명)
- 2015년 3월 1일 : 개양중학교 19학급 인가(특수 2학급, 남녀공학)
- 2015년 7월 13일 : 교기 펜싱 창단
- 2023년 2월 8일 : 제13회 졸업(졸업생 176명, 총 졸업생수 2,301명)

2023년 3월 2일 : 신입생 입학(187명)
- 2023년 9월 1일 : 제9대 김류경 교장 취임
- 2024년 3월 4일: 신입생 입학(???명)

## 참고 자료
- 개양중학교 - 한국교육학술정보원 학교알리미